# María Kodama
María Kodama (Buenos Aires, 10 de marzo de 1937-Buenos Aires, 26 de marzo de 2023) fue una escritora y traductora argentina, conocida por su relación con el escritor Jorge Luis Borges.

## Biografía

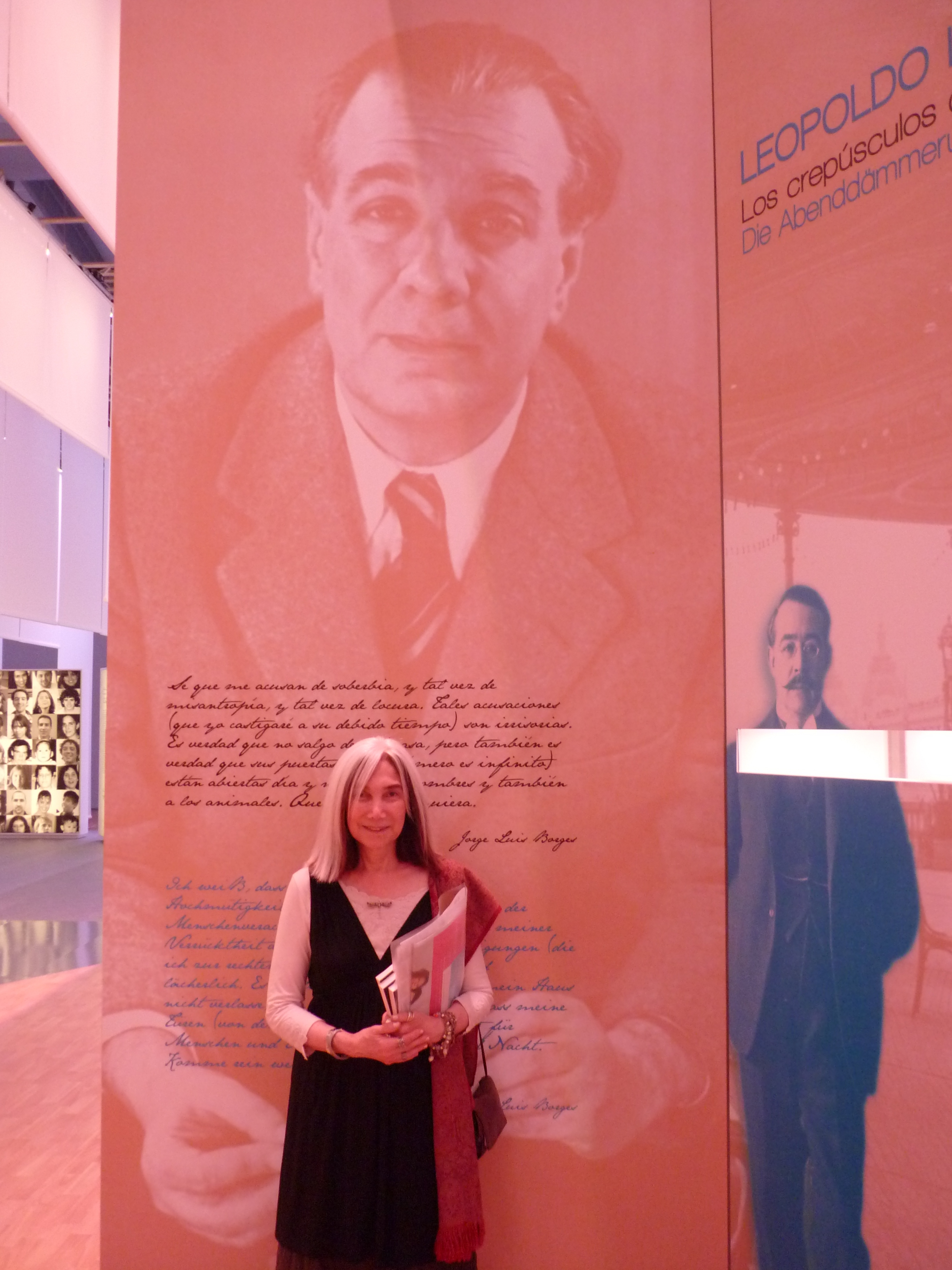
María Kodama en 2010.

Nació en Buenos Aires, hija de María Antonia Schweizer de ascendencia suizo-alemana, inglesa y española y del químico japonés Yosaburo Kodama. Su acta de matrimonio consigna que había nacido en 1941. Sin embargo, según su partida de nacimiento, nació el 10 de marzo de 1937.
Conoció al escritor argentino Jorge Luis Borges en unas sesiones de estudios literarios gracias a su condición de licenciada en Literatura[cita requerida] y el interés compartido en las lenguas anglosajonas. Posteriormente iniciaron estudios del islandés, idioma en el que Borges estaba interesado, por considerarlo una lengua madre.
Luego de ser compañera de estudios (en numerosas entrevistas negó rotundamente haber sido su secretaria personal), en 1975 viajaron juntos a Estados Unidos. Colaboró con él en los libros Breve antología anglosajona (1978) y Atlas (1984), testimonio de los viajes que realizaron juntos por el mundo, y en la traducción del Gylfaginning, primer libro de la Edda Menor de Snorri Sturluson, que se publicó bajo el título La alucinación de Gylfi. En 1978 se estrenó la película Borges para millones, dirigida por Ricardo Wullicher, en la cual aparece Kodama.
El 26 de abril de 1986 se casó con el escritor, pocos meses antes de la muerte de este. El casamiento se realizó por poderes en Asunción (Paraguay). Fue fundadora y directora de la Fundación Internacional Jorge Luis Borges, con sede en Buenos Aires.

## Controversias
El 4 de diciembre de 2019 protagonizó una polémica con el entonces presidente electo de la Argentina, Alberto Fernández, al rechazar la iniciativa de crear un "Museo Borges" con manuscritos donados por el empresario Alejandro Roemmers. En declaraciones exclusivas a la agencia Noticias Argentinas, Kodama afirmó que los libros que pretendía aportar el empresario habían sido "robados" a Borges por una empleada doméstica. Luego de la acusación, Alejandro Roemmers afirmó que tenía «documentación respaldatoria» para comprobar que los papeles de Borges fueron adquiridos de manera legítima.

## Fallecimiento
Debido a un cáncer de mama, falleció a los ochenta y seis años en un hotel de Buenos Aires el 26 de marzo de 2023.

## Obras
- 2016, Homenaje a Borges, Lumen.
- 2018, Relatos, Sudamericana.